# Erik Larsson
Erik Larsson   (Estocolm, 18 de gener de 1905 - Estocolm, 8 de març de 1970) va ser un jugador d'hoquei sobre gel suec, que va competir durant les dècades de 1920 i 1930.
El 1928 va prendre part en els Jocs Olímpics de Sankt Moritz, on guanyà la medalla de plata en la competició d'hoquei sobre gel. El 1932 guanyà el Campionat d'Europa disputat a Berlín.
A nivell de clubs jugà al Hammarby IF entre 1923 i 1933. Va guanyar la lliga sueca de 1932 i 1933.